# ビンフオック省
ビンフオック省（ビンフオックしょう、ベトナム語：Tỉnh Bình Phước / 省平福  発音）は、ベトナムの南東部に位置したかつての省。省都はドンソアイ市。
この地域には1975年までビンロン省・フオックロン省が存在していた。1976年、ビンロン省・フオックロン省・ビンズオン省を合併してソンベ省（Sông Bé / 瀧閉）を設置した。1996年11月6日国会決議により、ソンベ省はビンズオン省とビンフオック省に分割された。ビンフオック省はかつてのビンロン省・フオックロン省を併せた地域に相当する。
2025年、ドンナイ省に統合された。

## 地理
北はカンボジア（クラチエ州、モンドルキリ州）に、東はダクノン省とラムドン省に、南はドンナイ省とビンズオン省に、西はタイニン省とカンボジア（コンポンチャム州）に接している。

## 行政区画
1市3市社7県で構成される。

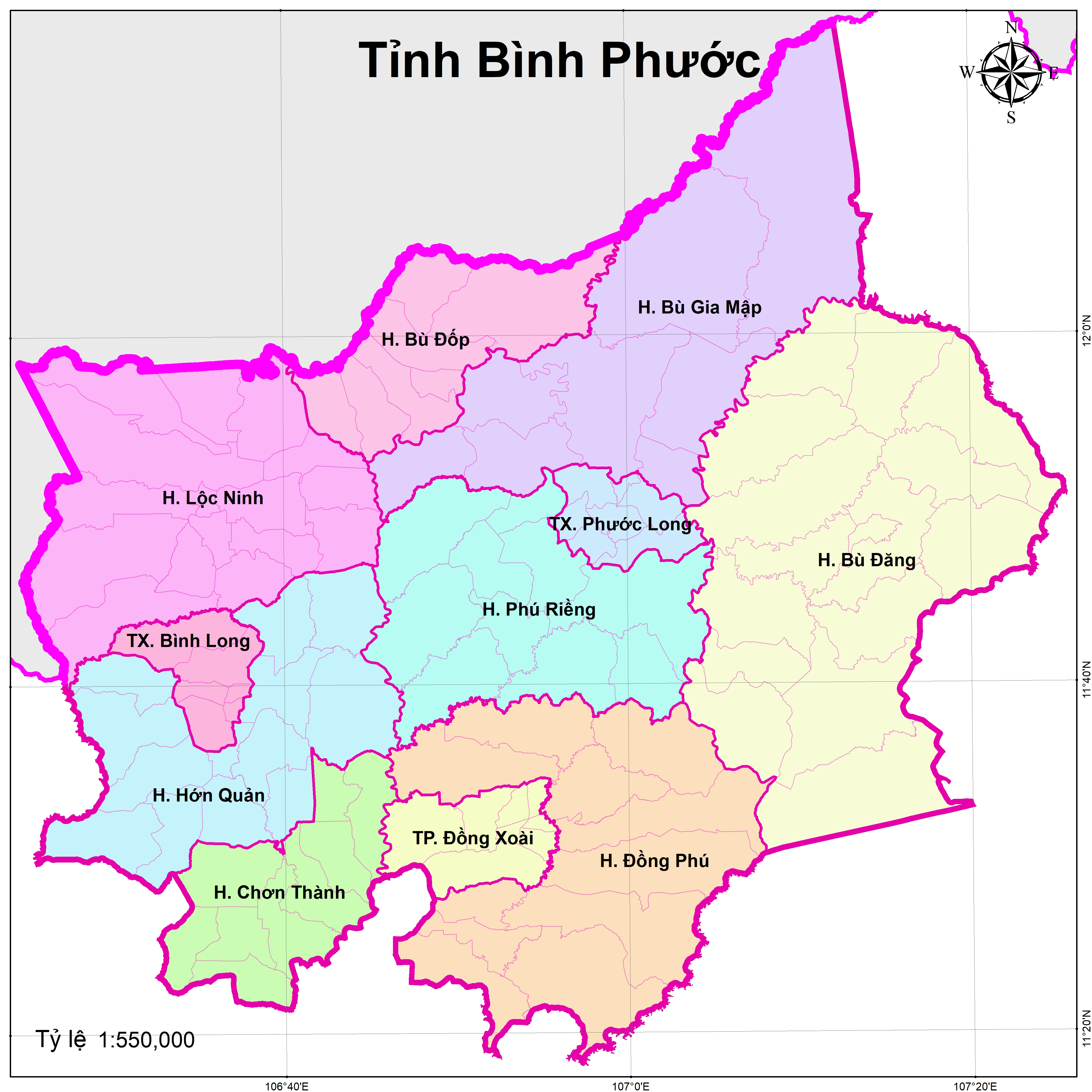
地図

- ドンソアイ市（Đồng Xoài / 屯𣒱）
- ビンロン市社（Bình Long / 平隆）
- チョンタイン市社（Chơn Thành / 真誠）
- フオックロン市社（Phước Long / 福隆）
- ブーダン県（Bù Đăng / 蒲登）
- ブードップ県（Bù Đốp / 蒲𧎛）
- ブーザーマップ県（Bù Gia Mập / 蒲家䏜）
- ドンフー県（Đồng Phú / 同富）
- ホンクアン県（Hớn Quản / 漢廣）
- ロックニン県（Lộc Ninh / 祿寧）
- フーリエン県（Phú Riềng / 富萾）